# BABY BLUE (T-BOLANのアルバム)
『BABY BLUE』（ベイビー・ブルー）は、1992年4月22日にROCK IT RECORDSから発売されたT-BOLANの2作目のスタジオ・アルバム。規格品番はROCL-6002。
1993年4月3日にZAIN RECORDSから再発売された。規格品番はZACL-2002。

## 概要
2作目にして初のフル・アルバムとなっている。「JUST ILLUSION」を除いて森友嵐士が作詞を手がけている。

## 収録曲
| #         | タイトル                                         | 作詞      | 作曲       | 編曲                | 時間  |
| --------- | ------------------------------------------------ | --------- | ---------- | ------------------- | ----- |
| 1.        | 「あふれでる感情」                               | 森友嵐士  | 森友嵐士   | T-BOLAN・葉山たけし | 5:43  |
| 2.        | 「WALKIN' IN THE RAIN」                          | 森友嵐士  | 森友嵐士   | 明石昌夫・T-BOLAN   | 4:48  |
| 3.        | 「JUST ILLUSION」                                | 高樹沙耶  | 織田哲郎   | 明石昌夫            | 4:26  |
| 4.        | 「Heart of Gold」                                | 森友嵐士  | 川島だりあ | T-BOLAN・明石昌夫   | 4:28  |
| 5.        | 「想い出がさがしてる」                           | 森友嵐士  | 森友嵐士   | T-BOLAN・葉山たけし | 4:01  |
| 6.        | 「Lovin' you」                                   | 森友嵐士  | 五味孝氏   | T-BOLAN・葉山たけし | 5:16  |
| 7.        | 「薔薇色の悪女」                                 | 森友嵐士  | 織田哲郎   | T-BOLAN・明石昌夫   | 4:50  |
| 8.        | 「Sorry My Love」                                | 森友嵐士  | 森友嵐士   | T-BOLAN・葉山たけし | 4:39  |
| 9.        | 「Baby Blue」                                    | 森友嵐士  | 森友嵐士   | T-BOLAN・葉山たけし | 3:57  |
| 10.       | 「離したくはない（アコースティックバージョン）」 | 森友嵐士  | 森友嵐士   | 西田昌史            | 4:57  |
| 合計時間: | 合計時間:                                        | 合計時間: | 合計時間:  | 合計時間:           | 47:05 |

### 解説
1. あふれでる感情
2. WALKIN' IN THE RAIN
3. JUST ILLUSION
3rdシングル。シングルではこの曲が唯一、長い間ベストアルバム等には収録されなかったが、2023年8月発売の「T-BOLAN COMPLETE SINGLES 〜SATISFY〜」にてようやくベストアルバム初収録となった。
4. Heart of Gold
  - 2ndシングル「離したくはない」のカップリング曲。
5. 想い出がさがしてる
6. Lovin' you
7. 薔薇色の悪女
8. Sorry My Love
9. Baby Blue
10. 離したくはない（アコースティックバージョン）
2ndシングルのアコースティックバージョン。

## ゲストコーラス
- 生沢佑一